# 대한민국 형법 제371조
대한민국 형법 제371조는 손괴의 죄(재물손괴, 공익건조물파괴, 특수손괴)의 미수범에 대한 형법각칙의 조문이다.

## 조문
제371조(미수범) 제366조, 제367조와 제369조의 미수범은 처벌한다.

第371條(未遂犯) 第366條, 第367條와 第369條의 未遂犯은 處罰한다.

## 참조 조문
형법 제25조(미수범) ①범죄의 실행에 착수하여 행위를 종료하지 못하였거나 결과가 발생하지 아니한 때에는 미수범으로 처벌한다.
②미수범의 형은 기수범보다 감경할 수 있다.

형법 제26조(중지범) 범인이 자의로 실행에 착수한 행위를 중지하거나 그 행위로 인한 결과의 발생을 방지한 때에는 형을 감경 또는 면제한다.

형법 제27조(불능범) 실행의 수단 또는 대상의 착오로 인하여 결과의 발생이 불가능하더라도 위험성이 있는 때에는 처벌한다. 단 형을 감경 또는 면제할 수 있다.

제29조(미수범의 처벌)미수범을 처벌할 죄는 각칙의 해당 죄에서 정한다.

제366조(재물손괴등) 타인의 재물, 문서 또는 전자기록등 특수매체기록을 손괴 또는 은닉 기타 방법으로 기 효용을 해한 자는 3년이하의 징역 또는 700만원 이하의 벌금에 처한다. <개정 1995.12.29>

제367조(공익건조물파괴) 공익에 공하는 건조물을 파괴한 자는 10년 이하의 징역 또는 2천만원 이하의 벌금에 처한다. <개정 1995.12.29>

제369조(특수손괴) ① 단체 또는 다중의 위력을 보이거나 위험한 물건을 휴대하여 제366조의 죄를 범한 때에는 5년 이하의 징역 또는 1천만원 이하의 벌금에 처한다. <개정 1995.12.29>
②제1항의 방법으로 제367조의 죄를 범한 때에는 1년 이상의 유기징역 또는 2천만원 이하의 벌금에 처한다. <개정 1995.12.29>

## 참고 문헌
- 김재윤(학원인), 손동권 저, 새로운 형법각론, 율곡출판사, 2013. ISBN 9788997428342

## 같이 보기
- 손괴죄
- 미수범
- 대한민국 형법 제366조 재물손괴
- 대한민국 형법 제367조 공익건조물파괴
- 대한민국 형법 제369조 특수손괴